# Dirk Seiler
Dirk Seiler (* 2. Januar 1967 in Altenkirchen (Westerwald)) ist ein deutscher Schlagzeuger, der im Bereich des Jazz, Fusion und der Popmusik arbeitet.
Seiler lernte als Kind zunächst Blockflöte und Klarinette; ab 1973 hatte er Schlagzeug-Unterricht bei Bernd Steffen (Rheinische Philharmonie Koblenz). Ab 1976 spielte er in Tanzbands, Blasorchestern sowie in der Harro Steffen Big Band; 1985–1993 absolvierte er ein Klassisches Schlagzeugstudium an der Musikhochschule Köln, 1989–1994 auch Jazz-Schlagzeug, u. a. bei Jeff Hamilton, Keith Copeland und Peter Giger. In dieser Zeit war er 1989–1991 Mitglied im Bundesjazzorchester unter der Leitung von Peter Herbolzheimer und wirkte an dessen Album Bujazzo Vol. II mit. Ferner spielte er mit Randy Brecker, Slide Hampton, Jiggs Whigham, Ack van Rooyen, Silvia Droste und im Glenn Miller Orchestra (Ghost Band), mit verschiedenen Rock- und Blues-Bands sowie als Sessionmusiker in Musical-, Radio- und Fernseh-Produktionen, u. a. mit Ron Williams und im WDR-Magazin west.art. Ab Mitte der 1990er Jahre arbeitete er u. a. in der Frank Barani BigBand, mit Peter Koller, Eden West und im Peter Autschbach Projekt. Mit seiner Pop-Band Kölner Seelen nahm er 2011 das Album Im Westen was Neues auf. Seiler lebt in Montabaur, Westerwald.

## Diskographische Hinweise
- Peter Autschbach Projekt (1995)
- Frank Barani Dreamland Orchestra: If I Can Dream (ELK, DVD)
- Eden West: Auszeit (Beatwerk, 2006)
- Kölner Seelen Im Westen was Neues (GMO, 2013)
- FWR Big Band